# Универзитет у Лавову
Универзитет у Лавову (укр. Львівський університет), под пуним називом Национални универзитет Ивана Франка у Лавову је најстарији универзитет у Украјини који дјелује и данас. Седиште универзитета налази се у Лавову, у Лавовској области у западној Украјини.

## Историја

### Почетак
Универзитет је основан 20. јануара 1661. године када је Јан II Казимир, краљ и кнез Државне заједнице Пољске и Литве, издао диплому којом локалном исусовачком колегијуму основаном 1608. додјељује "част академије и титулу универзитета". Исусовци су и прије тога 1589. неуспјешно покушали основати универзитет. Томе су се тада противиле власти у Кракову које су у новом универзитету на подручју тадашње Пољске видели конкуренцију њиховом Јагеловском универзитету.
Краљ и кнез Јан II Казимир био је симпатизер исусовачког покрета што је било пресудно за усјешно покретање универзитета 1661. године. Оснивање универзитета било је обавеза и на основу Хајдачког споразума из 1658. године који је захтевао да се у Кијеву оснује Рутенска академија, и друга у Лавову (Лавов није експлицитно одређен али се подразумевао) који је био значајан центар Источне католичке цркве.

### Под аустријском влашћу
1772. Лавов је анектиран од стране Хабсбуршке Монархије за време Прве поделе Пољске. 1773. папа Климент XIV издао је булу Dominus ac Redemptor којом је прекинуо рад Језуита што је потрајало све до 1814. и папе Пиа VII. Подела Државне заједнице Пољске и Литве резултирала је изласком институције из надлежности Комисије за народно образовање која је функционисала као министарство образовања заједнице. Аустријанци су дали институцији нови назив Theresianum, која је постала државна академија. 21. октобра 1784. аустријски цар Јосиф II потписао је одлуку о оснивањеу секуларног универзитета. Његова је администрација започела и са германизацијом институције доводећи неопходне професоре и експерте из разних делова империје. Универзитет је био подељен на теолошки, филозофски, медицински и правни факултет. Језик предавања у то је вријеме био латински, док су се као помоћни језици користили немачки и пољски.
1805. универзитет је привремено затворен због аустријског учешча у Наполеонским ратовима. Универзитет је поново отворен 1817. године како би се ограничио утицај про-пољске политике коју је у тој регији подржавао руски цар Александар I. Универзитет је тада прешао на немачки као језик учења, али је укупна разина рада била врло ниска будући да је институција сматрана провинцијалном и непожељном за рад угледних професора.
Када је Пролеће народа стигло до Лавова са собом је донело и захтеве за полонизацију универзитета. Аустријске власти одговорили су на ове захтеве употребом силе када су трупе генерала Хамерштајна у бомбардовању града оштетили и зграде универзитета, посебно зграду библиотеке. Ови догађаји довели су до новог затварања институције. Универзитет је поново отворен у јануару 1850. када му је академска аутономија ограничена. Након година отпора, аустријска власт је ипак пристала на промјене и 4. јула 1871. увела пољски и украјински као званичне језике универзитета. Ова је одлука потакла оснивање германофоног Универзитета у Червинцима. Након осам година одлука је промењена па је искључиво пољски постао службени језик док су немачки и украјински постали помоћни језици на којима су се могли проводити испити једино уколико их је професор говорио. Ова је одлука довела до отпора међу украјинским студентима која су попримила и насилне карактеристике када је 1908. рутенски студент филозофског факултета извршио атентат на пољског гувернера Галиције. Паралелно са украјинским отпором, универзитет је постао значајна институција као један од двије институције на пољском језику (уз Јагелонски универзитет) која је окупљала пољску интелектуалну елиту онога времена.

### Универзитет Јана II Казимира
За време Друге Пољске Републике од 1919. до септембра 1939. године, универзитет је био преименован и у част свога оснивача носио је назив Универзитет Јана II Казимира, владара некадашње Државне заједнице Пољске и Литве. Одлуку о промени имена донела је Влада Пољске 22. новембра 1919. године. Универзитет је био трећи највећи у држави (након Универзитета у Варшави и Јагеловског универзитета). 1920. власти су универзитету предали зграду скупштине бивше Краљевине Галиције и Лодомерије која од тада до данас служи као централна зграда универзитета. Први ректор након доласка пољске власти био је песник Јан Каспрович, члан покрета Младе Пољске. Овај је период поново обележила и дискриминација према локалном непољском становништву. Украјински професори који су одбили дати заклетву за лојалност Пољској изгубили су своја радна места. Иако су кандидати који су били етнички Пољаци чинили тек 15% укупно пријављених кандидата, за њих је била гарантована квота од најмање 50% од укупних доступних места на универзитету.

### Државни Универзитет Ивана Франка у Лавову
Након Совјетске инвазије на Пољску Лавов и његов универзитет нашли су се у оквиру Совјетског Савеза који је дозволио наставак постојећих предавања на универзитету. До касне 1939. године универзитет је наставио радити по постојећем пољском систему. Ипак, 18. октобра тадашњи пољски ректор је смијењен и на његово је мјесто дошао угледни украјински историчар Михајло Марченко. Његова је намјера била да Универзитет у Лавову преобрази у украјински национални универзитет и са том је намјером инситуција још једном преименована 8. јануара 1940. у Државни Универзитет Ивана Франка у Лавову. Значајан део пољских професора у овим је годинама уклоњен са универзитета, а њихова места су заузели етнички Руси и Украјинци. Универзитет се у овоме периоду специјализовао у областима марксизма, Лењиновог учења, политичке економије као и украјинске и совјетске књижевности, историје и географије.